# Li (musikalbum)
Li är det andra och sista albumet av den svenska artisten Li Berg, utgivet 1985. Från albumet släpptes singlarna "T.O." och "Jag vet hur det känns".

## Låtlista
Sida ett
1. "Ögonblick" - 3:36 (Ingela Forsman, Mats Granberg)
2. "T.O." - 3:54 (Li Berg, Jocke Bergman)
3. "Jag vet hur det känns" - 3:56 (Dick Berglund, Forsman)
4. "Got to Get to Know You" - 3:19 (Berglund)
5. "Surrender" - 4:37 (Berg, Granberg)

Sida två
1. "Watch Out!" - 4:19 (Berg, Torkel Odeén)
2. "Mer av dig" - 4:30 (Berg, Granberg)
3. "Upside Down" - 4:43 (Bernard Edwards, Nile Rodgers)
4. "The Feeling Is Gone" - 4:31 (Forsman, Bergman)